# Prix ado-lisant
Le Prix Ado-Lisant est un prix littéraire belge destiné aux adolescents de 13 à 16 ans (avec une ouverture aux jeunes de 12 et 17 ans).

## Historique
Le Prix Ado-Lisant a été créé en 1997 par le Réseau des Bibliothèques publiques francophones de Woluwe-Saint-Pierre, commune bruxelloise de Belgique. 
Dès 1999, le Prix Ado-Lisant sort du cadre de la commune de Woluwe-Saint-Pierre en s’ouvrant aux adolescents du milieu hospitalier de l’UCL (Université Catholique de Louvain). 
En 2000 et 2001, d’autres bibliothèques bruxelloises rejoignent l’équipe : celle de la commune de Schaerbeek et la bibliothèque du Centre de la commune d’Uccle. 
L’année d’après, c’est la bibliothèque Centrale des Chiroux-Croisiers (Liège) avec son Espace Jeunes (section pour les 12-18 ans) qui s’ajoute à l’organisation. Les réseaux de lecture publique de Huy, Verviers et Seraing les suivent de près. 
En 2003, avec la bibliothèque de l’ONA (Œuvre Nationale des Aveugles), le Prix Ado-Lisant se diffuse chez les jeunes mal- et nonvoyants, sous forme d’enregistrements sonores. 
En 2006, la bibliothèque publique locale de Woluwe-Saint-Lambert, autre commune de Bruxelles, vient agrandir l’équipe organisatrice.
L’année 2008 voit le départ de la province de Liège qui crée son propre prix. Mais ce départ est compensé par l’arrivée du Réseau Namurois de lecture publique. La même année, le Prix dépasse les frontières avec l’entrée de la médiathèque L’Odyssée de Lomme, très vite suivie par celle de Lille-Sud et la librairie Le Bateau Livre, également située dans l’agglomération lilloise. 
Jusqu'à ses 20 ans, le Prix Ado-Lisant vit de sa belle vie. En 2018, il s'arrête définitivement, mais son esprit survit dans le Label Ado-Lisant, une simple sélection de 5 à 7 romans pour les adolescents de 13 à 16 ans. 

## Objectifs
Le Prix Ado-Lisant poursuit plusieurs objectifs : 
- Ouvrir à la lecture par la lecture-plaisir
- Développer l’esprit critique
- Avoir une attitude d’acteur plus que de consommateur
- Découvrir, par la lecture, une vision moins stéréotypée du monde que celle offerte actuellement par les médias
- Acquérir concentration et réflexion
- Proposer des livres littérairement intéressants et de qualité
- Faciliter en bibliothèque le passage de la section jeunesse à la section des adultes en choisissant des livres « charnières »

## Fonctionnement du Prix
Un comité de sélection constitué de bibliothécaires, documentalistes, libraires, formateurs en littérature jeunesse et bénévoles sélectionnent six livres à lire. Cette sélection est dévoilée lors de la fête qui clôture l’année « adolisante ». 
Les partenaires et relais du Prix Ado-Lisant apposent les affiches, distribuent des bulletins de vote (téléchargeables également sur le site du Prix) et proposent les six livres de la sélection. 
À partir du moment où la sélection a été dévoilée, les adolescents de 13 à 16 ans lisent la sélection et votent pour leur livre préféré. Les participants qui le désirent peuvent également  rédiger un texte, réaliser un montage photo, une vidéo, un dessin… qui fasse part de leur préférence d’une manière originale. 
Tous les participants reçoivent une récompense.

## Partenaires et relais
Les partenaires et relais sont des bibliothèques/médiathèques, scolaires, communales ou autres, des librairies ou autres organismes impliqués à différents niveaux dans le Prix Ado-Lisant. Ils sont répartis sur la Belgique et la France. 
Les partenaires participent à la sélection des romans et/ou se chargent d’une partie de l’organisation du Prix, tandis que les relais font la promotion du Prix au sein de leur établissement en accrochant l’affiche, distribuant des bulletins de vote et proposant les livres de la sélection.

## Dates-clés
Février-mars : lancement du Prix : les six titres sélectionnés par le comité de sélection sont dévoilés au public. Les lecteurs ont 10 mois pour lire la sélection et voter pour leur livre préféré. 
Novembre : aide au Prix à l’Expression : un atelier artistique pour les adolescents est organisé afin de les aider à s’exprimer de façon originale sur leur livre préféré. 
Fin janvier de l’année suivante : date limite pour les votes et récolte des bulletins. 
Février-mars suivants : fête de clôture : remise des prix (Ado-Lisant + Expression), rencontre avec un auteur de la sélection, lancement de la sélection suivante, apéro-lisant.

## Le vote et le Prix à l’Expression
Deux conditions sont requises pour participer au Prix Ado-Lisant : 
- avoir au minimum 12 ans et au maximum 17 ans
- lire la sélection

Le vote peut se faire sur papier (le bulletin de participation est téléchargeable sur le site du Prix Ado-Lisant) ou en ligne via le site internet (cf. ci-dessous). 
Les adolescents ont dix mois pour lire la sélection et voter pour leur livre préféré : de février-mars à fin janvier, date limite de la remise des bulletins de vote. 
Les participants qui le désirent ont la possibilité de participer, en plus du Prix Ado-Lisant, au Prix à l’Expression. Ce prix récompense les expressions artistiques (textes, dessins, montages photos, vidéos…) les plus originales qui accompagnent le vote des participants. Elles sont primées par un jury composé de professionnels du livre ou de la littérature (journalistes, écrivains, critiques littéraires, bibliothécaires…).

## La fête de clôture
Les mois de février-mars signent la fin d’une année « adolisante ». C’est l’un des jours du mois de février ou de mars qu’est organisée la fête de clôture du Prix Ado-Lisant. 
La fête de clôture se déroule en quatre temps : 
1. la rencontre avec un auteur de la sélection interviewé par des adolescents
2. la proclamation du nom du vainqueur du Prix Ado-Lisant (et la remise du Prix si l’auteur invité est le gagnant), la remise des cadeaux aux participants et aux lauréats des Prix à l’Expression
3. le lancement de la nouvelle sélection
4. l’apéro-lisant, petit verre de l’amitié partagé par toutes les personnes présentes.

## Le site internet
Le Prix Ado-Lisant dispose de son propre site internet : www.adolisant.be. S’y retrouvent la liste des livres de la sélection en cours (onglet « Sélection en cours ») et des sélections précédentes (onglet « et avant ? ») depuis le début du Prix en 1998. Tous les livres sont accompagnés d’un résumé ainsi que des expressions artistiques qui y sont liées et qui ont gagné un Prix à l’Expression. 
Sous l’onglet « Je vote », les adolescents peuvent voter pour le roman qui les a le plus touchés. 
Dans la rubrique « Événements », sont repris les événements importants de l’année adolisante, notamment les interviews, par les jeunes, des auteurs invités lors de la fête de clôture. 
Pour connaître le nom et les adresses des bibliothèques qui participent au Prix Ado-Lisant, l’onglet « où trouver les livres ? » permet d’effectuer une recherche par localité. 

## Lauréats du prix ado-lisant
- 1998 : Séléné de Barbara Wood – Presses de la Cité
- 1999 : La Route de Chlifa de Michèle Marineau – Québec Amérique
- 2000 : Que cent fleurs s'épanouissent, de Feng Jicai – Gallimard
- 2002 : Le Passage de Louis Sachar – L'École des loisirs
- 2003 : L'huile d'olive ne meurt jamais de Sophie Chérer – L'École des loisirs
- 2004 : Quand j'étais soldate de Valérie Zenatti – L'École des loisirs
- 2005 : Disparition programmée de Roland Smith – Flammarion
- 2006 : Soldat Peaceful de Michael Morpurgo – Gallimard
- 2007 : Entre chiens et loups de Malorie Blackman – Milan
- 2008 : Le Combat d'hiver de Jean-Claude Mourlevat – Gallimard
- 2009 : Uglies de Scott Westerfeld - Pocket
- 2010 : Liberté, égalité, chocolat d'Alex Shearer – Bayard
- 2011 : Oublie les mille et une nuits de Marco Varvello – Bayard
- 2012 : Vango, tome 1 Entre ciel et terre de Timothée de Fombelle – Gallimard
- 2013 : Terrienne de Jean-Claude Mourlevat – Gallimard
- 2014 : Boys Don't Cry de Malorie Blackman – Milan
- 2015 : Je suis un phénomène d'Elizabeth Atkinson – Alice jeunesse
- 2016 : Le passage du diable d'Anne Fine - L'école des loisirs
- 2017 : Pixel noir de Jeanne-A Debats - Syros
- 2018 : ex aequo pour La folle rencontre de Flora et Max de Coline Pierré et Martin Page - L'École des loisirs ET Robin des graffs de Muriel Zürcher - Thierry Magnier